# Cedusa proxima
Cedusa proxima är en insektsart som först beskrevs av Synave 1973.  Cedusa proxima ingår i släktet Cedusa och familjen Derbidae. Inga underarter finns listade i Catalogue of Life.